# باغ طوطی

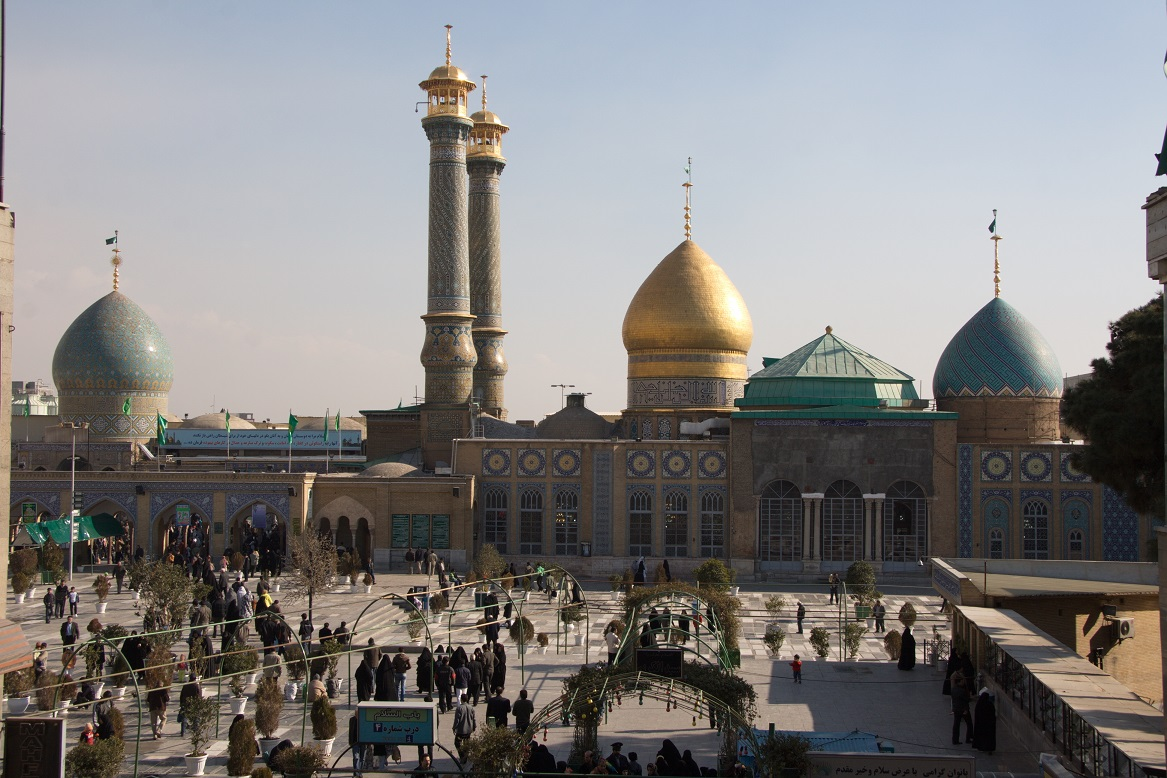
نمای گورستان باغ طوطی قبل از گسترش حرم عبدالعظیم

باغ طوطی (که برخی به اشتباه، آن را باغ توتی می‌نویسند) گورستانی است که در ضلع غربی حرم شاه عبدالعظیم در شهر ری واقع شده است. این گورستان به دلیل وجود درختان بسیار، تفرجگاهی بود برای عموم مردم تهران. این گورستان در منطقه ۲۰ شهرداری تهران قرار دارد و از یک سوی به حرم و از سوی دیگر به بازار شاه عبدالعظیم راه دارد. مقبرۀ مشاهیر بسیاری در این گورستان واقع شده‌است. از جمله: ستار خان (از رهبران مشروطه)، شیخ محمد خیابانی و بدیع الزمان فروزانفر.

## نامگذاری
در باره وجه تسمیه این باغ، بعضی می‌گویند که نام باغ از طوطی‌های پر تعدادش گرفته شده، بعضی دیگر هم آن را «توتی» می‌نامند و درختان توت فراوان باغ را دلیل این نام‌گذاری می‌دانند. ولی سید مرتضی میرسراجی با دلایل متعدد تاریخی اثبات کرده است که نام آن «طوطی» است که برگرفته از نام یکی از زنان محبوب و معشوقۀ فتحعلی شاه قاجار بوده است. «طوطی خانم» یا «طوطی شاه» که از لرهای طایفۀ زند بوده، به دربار شاه راه می‌یابد ولی جوانمرگ می‌شود و در این قبرستان مدفون می‌شود. مقبره‌ای هم داشته که بعدها تخریب شده و نام او بر این قبرستان باقی مانده؛ ولی یاد خود او و هویتش به مرور فراموش شده است.

## مدفونان شاخص
- ستارخان
- محمد خیابانی
- علی‌اصغر حکمت
- حاجعلی رزم آرا
- مصطفی عدل
- عبدالله مستوفی
- ابوالقاسم ناصرالملک
- عبدالحسین میرزا فرمانفرما
- بدیع الزمان فروزانفر
- میرزا عباس خیاط موسوی
- عالم ربانی حاج ماشالله زمانی
- مصطفی عدل
- سيد حسن نیرزاده نوری
- هادی اکبری راد